# Apulia

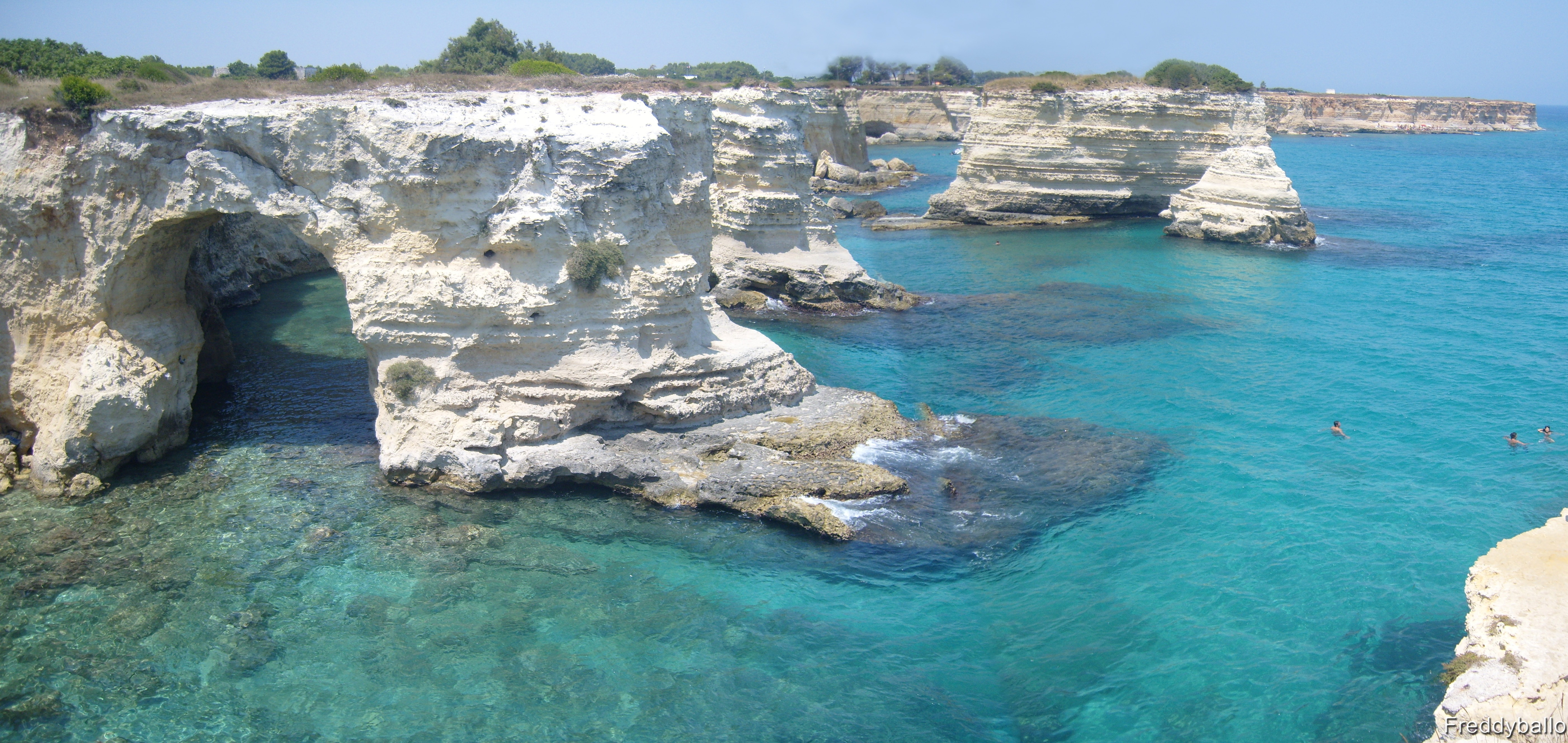
Torre Sant'Andrea, Mar Adriático, en la provincia de Lecce.

Apulia o la Pulla (en italiano, Puglia pronunciado /ˈpuʎʎa/) es una región de Italia. Tiene una población estimada, a fines de febrero de 2023, de 3 895 352 habitantes.
Su capital y ciudad más poblada es Bari. Está ubicada en la Italia meridional, limitando al norte y este con el mar Adriático; al sur con el golfo de Tarento (mar Jónico, mar Mediterráneo); al oeste con los montes Apeninos, que la separan de Basilicata y Campania, y al noroeste con Molise.
Corresponde al «tacón» de la forma de «bota» que tiene la península itálica, es decir, se halla en el extremo sureste de la misma; la punta Palascìa, cerca de Otranto, queda a alrededor de 80 km de la costa de Albania. Comprende la ciudad metropolitana de Bari y las provincias de Barletta-Andria-Trani, Brindisi, Foggia, Lecce y Tarento.

## Etimología
El topónimo histórico Apulia (traducción latina del griego Ἰαπυγία, Yapigia) deriva de la antigua población de los apulios (gr. yápigos), que en la época prerromana habitaban la parte centro-septentrional de la región (los daunos al norte y los peucetios en el centro, mientras que al sur estaba el pueblo afín de los mesapios). El término Iapudes (Yapigios) se compone del prefijo arcaico "iap-", que se refería a los pueblos provenientes de la otra costa del Adriático.
Según una pseudoetimología difundida, en lugar de eso, Apulia derivaría de Apluvia, o sea, tierra sin lluvia.
En el curso de la época romana se instituyó la Regio II Apulia et Calabria, que incluía inicialmente un territorio ligeramente menos extenso que la actual región: después el topónimo Apulia se adoptaría para designar también la península salentina.
Solo en los últimos decenios el uso del singular Puglia se ha estabilizado: hasta principios de la institución de las regiones, de hecho, se usaba de manera indiferente en italiano el término plural le Puglie.

## Geografía física

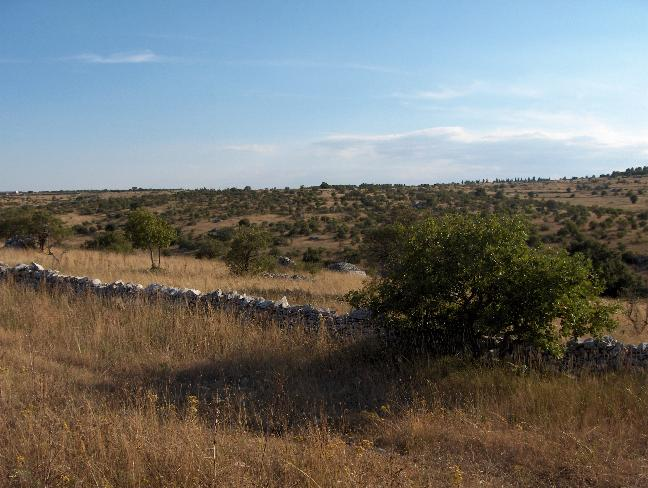
Paisaje de la altiplanicie de las Murge.

Situada en el extremo sureste de la península italiana, Apulia se extiende por 19 540.9 km² en una sucesión de anchas llanuras y onduladas colinas. Es la región menos montañosa de Italia, concentrándose en el norte las mayores altitudes, en los montes Daunos, que no exceden de 1151 metros sobre el nivel del mar, y el promontorio del Gargano, al noreste, con una altura máxima de 1055 metros sobre el nivel del mar.
La Murgia es una subregión muy extensa, correspondiente a una meseta kárstica.
La llanura más destacada es Tavoliere delle Puglie, a los pies del promontorio del Gargano, una de las llanuras más productivas agrícolamente en Italia.
Al sur queda la península salentina, ribereña de los mares  Adriático (al noreste) y Jónico al este y sur. En la costa norte de Apulia está como rasgo notable una península llamada Gargano, la cual corresponde al espolón de la bota que constituye la península itálica. Por el suroeste limita con el amplio Golfo de Tarento. En la zona en que se tocan el Adriático y el Jónico se ubica el Canal de Otranto, que separa a esta parte de Italia de la península de los Balcanes. En esta región se incluye al pequeño archipiélago de las Tremiti y la pequeña isla Pianosa, ubicados en el mar Adriático.
Apulia es una región muy árida. Los principales ríos son el Fortore, el Candelaro, el Cervaro y el Ofanto. Sus pocos ríos son torrenciales y se encuentran en el Tavoliere. En el resto de lugares, el agua de lluvia se filtra por el lecho de caliza para formar cursos subterráneos de agua que afloran cerca de la costa. El agua subterránea es por lo tanto abundante, y hay muchas cuevas y hoyos. La cuevas en Castellana Grotte son particularmente espectaculares.
El clima pullés es mediterráneo, salvo en el Tavoliere, donde reviste caracteres de continentalidad. El paisaje está cubierto de garrigas o maquias (en italiano, macchia), debido a un clima bastante seco provocado por los cálidos vientos procedentes del norte de África y del Levante (tramontana), así como de los fríos y también desecantes vientos del noreste (bóreas).
| Noroeste: Molise                              | Norte: Molise      | Nordeste: Molise       |
| Oeste: Basilicata, Campania, Golfo de Tarento |                    | Este: Mar Adriático    |
| Suroeste: Golfo de Tarento                    | Sur: Mar Adriático | Sureste: Mar Adriático |

## Historia

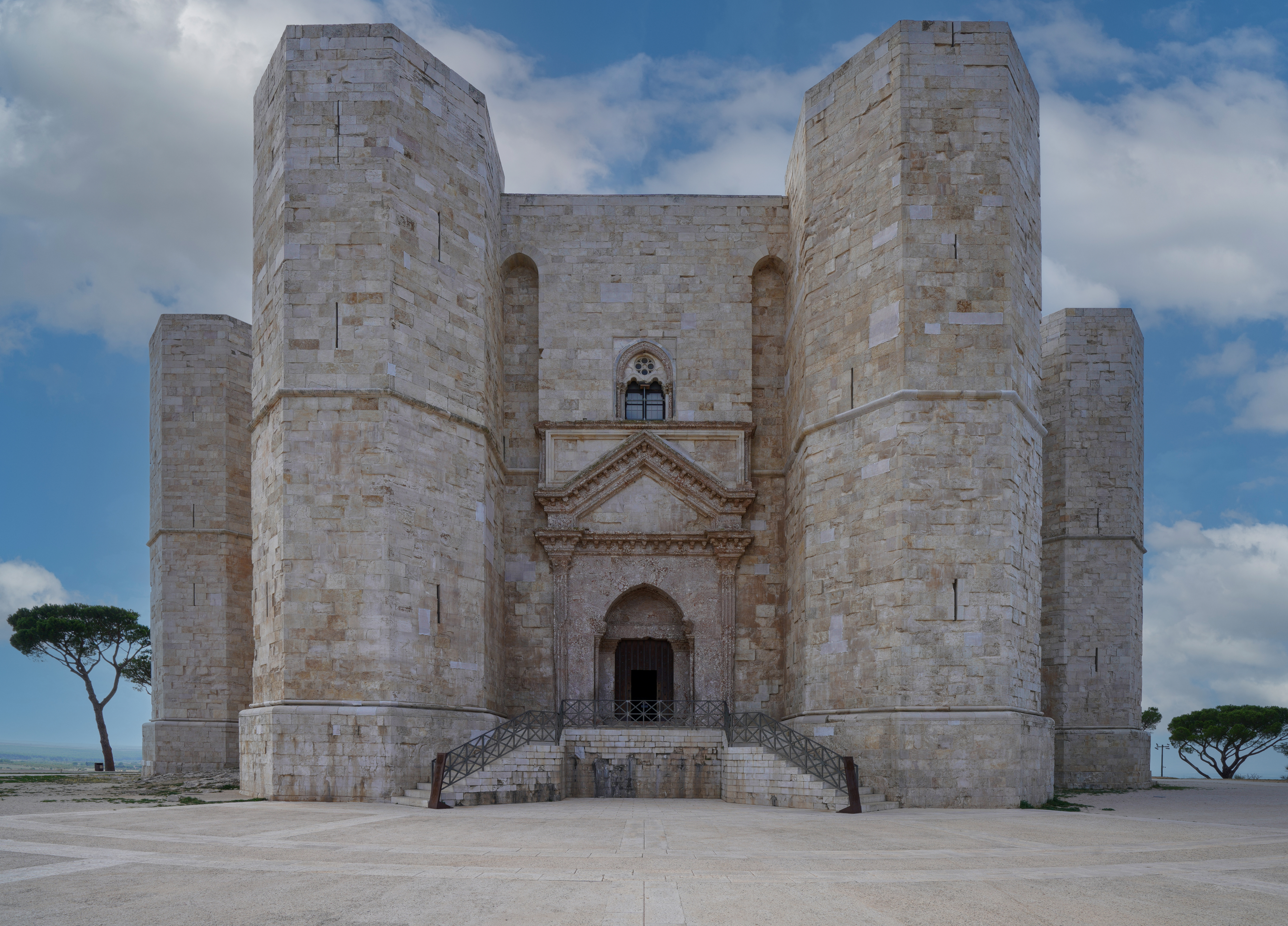
Castel del Monte, construido por el emperador Federico II Hohenstaufen entre 1240 y 1250 en Andria.

Es una de las zonas italianas más ricas por sus hallazgos arqueológicos. La región fue habitada desde el II milenio a. C. por varios pueblos ilirios e itálicos. En el siglo VIII a. C. los griegos se expandieron hasta que alcanzaron la zona de Tarento y Salento en la Magna Grecia. En los siglos V y IV a. C., la polis italiota de Taras produjo un estilo distintivo de cerámica.
En la Antigüedad solo la parte centro-septentrional de la región se llamaba Apulia, mientras la península meridional se conocía como Calabria, nombre que más tarde designó solo la "punta" de la "bota" italiana.

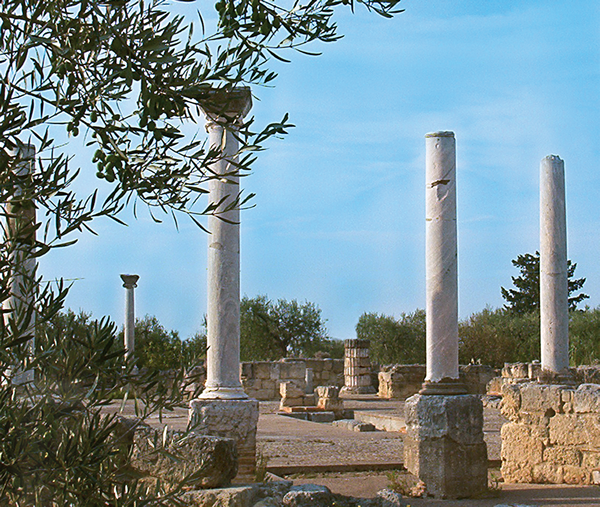
Templo antiguo en Canosa di Puglia.

Apulia fue una zona muy importante para los antiguos romanos, quienes la conquistaron y federaron durante el curso de las guerras samnitas y contra Pirro de Epiro, entre los siglos IV y III a. C., pero también sufrieron una aplastante derrota justo en este territorio en la batalla de Cannas contra Aníbal. No obstante, después de que los cartagineses dejaran la zona, los romanos capturaron los puertos de Brindisi y Tarento, y restablecieron definitivamente su dominio sobre la región. A partir de la época tardo-republicana, y sobre todo durante la época imperial, Apulia fue una floreciente región de la Italia romana, reconocida para la producción de cereales y aceite de oliva, siendo también la más importante exportadora de estas mercancías hacia las provincias orientales del Imperio.
Tras la caída del Imperio romano de Occidente, Apulia fue dominada por los ostrogodos, los lombardos, y, desde el siglo VI en adelante, por los bizantinos. Bari se convirtió en la capital de una 
provincia bizantina que se extendía hasta la moderna Basilicata, y era gobernada por un catapano (gobernador), de ahí el nombre de la provincia italiana de Capitanata (provincia de Foggia), en la parte norte de Apulia. A partir del año 800, el dominio sarraceno de la zona fue intermitente, pero Apulia estuvo en su mayor parte bajo autoridad bizantina hasta el siglo XI, cuando los normandos quitaron a los bizantinos el dominio de la zona.

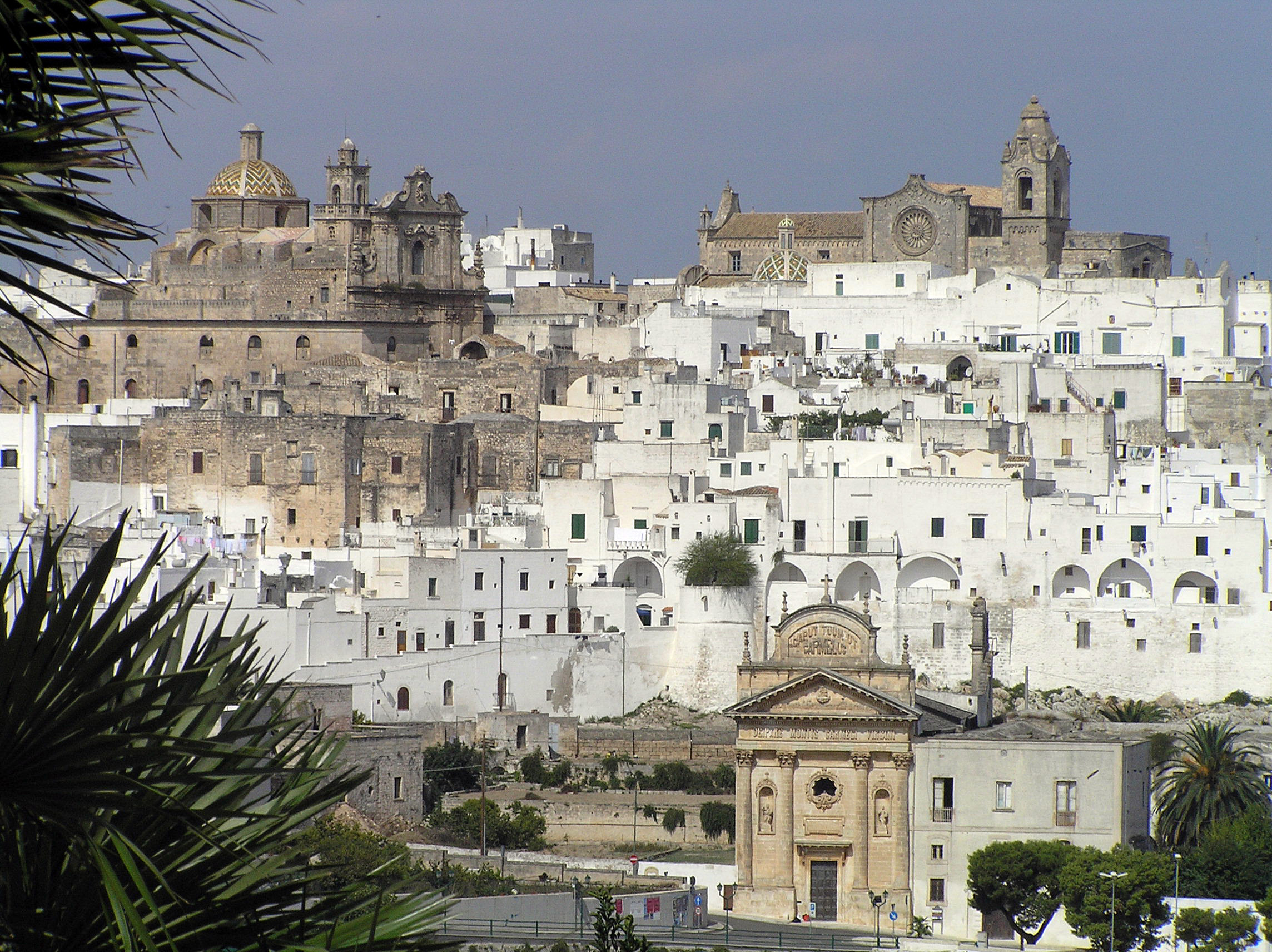
La ciudad medieval de Ostuni.

Roberto Guiscardo estableció el ducado de Apulia en el año 1059. Después de la conquista normanda de Sicilia a finales del siglo XI, Palermo reemplazó a Melfi (justo al oeste de lo que es la Apulia actual) como el centro del poder normando, y Apulia se convirtió en una provincia, primero del Reino de Sicilia, luego del Reino de Nápoles.
A finales del siglo XII y principios del XIII, Apulia fue una de las residencias preferidas de los emperadores Hohenstaufen, destacadamente de Federico II. Después de la caída de su heredero Manfredo, la región pasó, junto con el resto del Reino de Nápoles, por la dominación de las dinastías angevina, aragonesa, de los Habsburgo españoles y de los Habsburgo austriacos; finalmente, en el siglo XVIII, Apulia pasó a estar dominada en gran medida por un pequeño número de terratenientes locales (los Baroni), como parte del reino borbónico de las Dos Sicilias. En 1734 se produjo la batalla de Bitonto, una victoria española sobre las fuerzas austriacas. La ciudad costera de Otranto fue ocupada, durante un breve periodo, por los turcos, mientras, otras ciudades costeras, por los venecianos. Los franceses también controlaron la región en 1806-1815, lo que produjo la abolición del feudalismo y la reforma del sistema judicial.
Los movimientos del Risorgimento comenzaron a difundirse en los años 1820. En 1861, con la caída de las Dos Sicilias, la región se unió al resto del Reino de Italia unificado. Las reformas sociales y agrarias que se han ido produciendo lentamente desde el siglo XIX se aceleraron a mediados del siglo XX.

## Geografía humana

### Demografía
Apulia ha sido una región de emigración. Al 31 de marzo de 2010 contaba con 4 084 941 habitantes. La densidad de población era de 211,02 hab./km², justo por encima de la media nacional. Foggia era, de lejos, la provincia con menor densidad (96 hab./km²), mientras que Bari era la más densamente poblada (308 hab./km²). Se trata de una zona que aún conserva importantes centros de población rural.
La emigración desde las zonas deprimidas de la región hacia el Norte de Italia y el resto de Europa fue muy intensa entre 1956 y 1971. Posteriormente la tendencia decayó conforme las condiciones económicas mejoraron, hasta el punto de que hubo una inmigración neta en los años entre 1982 y 1985. Desde 1986 el estancamiento del empleo ha llevado a una nueva inversión de la tendencia, causada no tanto por un incremento en el número de personas que abandonan la zona sino por una caída de los que van a vivir a la región, pero en los años 2000 la inmigración neta ha sido positiva de nuevo. Para el año 2008, el Instituto Nacional de Estadística italiano (ISTAT) calculaba que 63 868 inmigrantes nacidos en el extranjero vivían en Apulia, igual al 1,6 % de la población regional total.
La capital es Bari, que es la más poblada, con 319 978 habitantes (2010). Otras ciudades con población superior a los 50 000 habitantes son: Taranto (Provincia de Tarento, 192 645 hab.), Foggia (Provincia de Foggia, 152 883), Andria (Provincia de Barletta-Andria-Trani, 99 734), Lecce (Provincia de Lecce, 95 196), Barletta (Barletta-Andria-Trani, 94 186), Brindisi (Provincia de Brindisi, 89 800), Altamura (Ciudad metropolitana de Bari, 69 369), Molfetta (Bari, 59 987), Cerignola (Foggia, 58 912), Manfredonia (Foggia, 57 277), Bitonto (Bari, 56 481), San Severo (Foggia, 55 396), Bisceglie (Barletta-Andria-Trani, 54 670) y Trani (Barletta-Andria-Trani, 53 912).

### Divisiones administrativas
Apulia, administrativamente, se divide en una Ciudad metropolitana, Bari, y cinco Provincias: Barletta-Andria-Trani, Brindisi, Foggia, Lecce y Tarento.
| Área                               | Superficie (km²) | Población | Densidad (hab./km²) |
| ---------------------------------- | ---------------- | --------- | ------------------- |
| Ciudad metropolitana de Bari       | 3821             | 1 256 821 | 328,9               |
| Provincia de Barletta Andria Trani | 1543             | 392 237   | 254,2               |
| Provincia de Brindisi              | 1839             | 402 973   | 219,1               |
| Provincia de Foggia                | 6965             | 640 989   | 92,0                |
| Provincia de Lecce                 | 2759             | 812 690   | 294,5               |
| Provincia de Tarento               | 2437             | 580 497   | 238,2               |

### Política
Apulia es normalmente considerada una región de derechas tradicional. En las elecciones generales de Italia de 2006, Apulia dio alrededor del 51,54 % de sus votos a Silvio Berlusconi, y en las elecciones generales italianas de 2008 los pulleses le dieron el 47 % de sus votos a la coalición liderada por el Pueblo de la Libertad, once puntos más que la coalición liderada por el Partido Democrático.
A pesar de ello, localmente la región ha sido gobernada por una coalición de centro-izquierda liderada por el Partido Democrático (PD) y el partido de la Izquierda Ecología y Libertad (SEL) desde 2005. Nichi Vendola, en ese entonces dirigente del Partido de la Refundación Comunista, fue elegido presidente, convirtiéndose en el primer presidente abiertamente homosexual de una región italiana. Vendola fue reelegido en las elecciones de 2010, esta vez representando a la SEL. En el 2015 fue elegido presidente Michele Emiliano, del PD, quien había sido alcalde de la ciudad de Bari desde 2004 a 2014. En 2020 fue reelegido, pero ya como candidato independiente.

## Economía

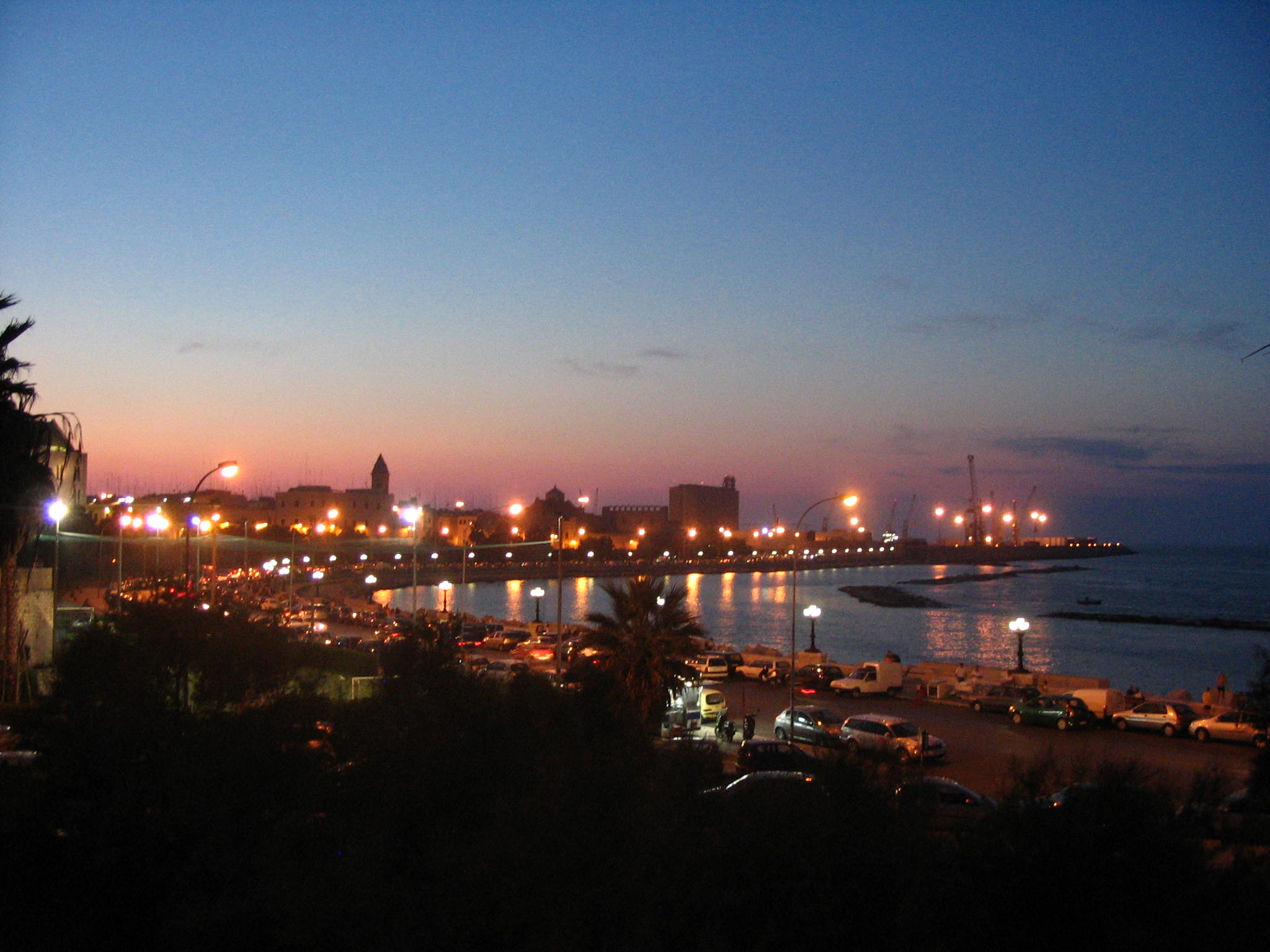
La ciudad y puerto de Bari.

La contribución de la región al PIB de Italia estaba alrededor del 4,6 % en 2000, mientras que su población era de 7 % del total. El PIB per cápita es bajo en comparación con la media nacional y representa alrededor del 68,1 % de la media europea.
En comparación con el país en su conjunto, la economía de Apulia se caracteriza por un mayor énfasis en la agricultura y los servicios y un papel menor de la industria. La participación en el PIB generado por los sectores agrícola y de servicios en el PIB total añadido de la región está por encima de la media nacional en 2000, mientras que el porcentaje de la industria está por debajo.
La economía tradicional se basaba en la agricultura con el cultivo de la tríada mediterránea (vid, olivo, cereal) y remolacha. Dentro de la minería se puede citar la bauxita.
Recién finalizada la Segunda Guerra Mundial, la economía de Apulia inició un lento desarrollo al crearse por parte del estado italiano la Cassa di Sviluppo del Mezzogiorno (Caja para el Desarrollo del Sur). Aun así, siguen siendo preponderantes las actividades tradicionales: pesca y agricultura, en este segundo rubro predomina el cultivo de limones, olivos, vides y cereales como el maíz. En la época del sorpasso (recuperación) italiano (años sesenta y setenta) se establecieron centros en Bari y las capitales de las provincias de desarrollo industrial (alimentaria, mecánica, química y siderúrgica). No obstante, después de los años noventa la actividad industrial italiana (y con esto la de Apulia) no ha podido mantener una tasa de crecimiento notable debido a la competencia de la industria de países más poderosos y la de los países emergentes. Otro rubro relativamente nuevo en la economía de Apulia es el turismo y sus servicios derivados. Hay un intenso tránsito desde los puertos de Brindisi y Otranto hacia Grecia y Albania.
En los últimos veinte años la base industrial de la economía de la región ha cambiado radicalmente. Junto con plantas de gran escala como ILVA (acerería) en Tarento y Eni (petroquímica) en Brindisi y Manfredonia - una red de pequeñas y medianas empresas se ha ido ampliando gradualmente, y actualmente proporcional alrededor del 70 % de trabajos de la región. La mayoría de tales firmas están financiadas por capital local. Como resultado, las zonas altamente especializadas se han desarrollado al producir en una escala no solo de significado doméstico sino también internacional: procesamiento de comida y vehículos en la provincia de Foggia; calzado, textiles, madera y muebles en la zona de Barletta al norte de Bari; madera y mobiliario en la zona de las Murge al oeste; ingeniería, goma, madera y mobiliario y software de ordenador alrededor de la propia Bari; textiles y ropa en Monopoli-Putignano al sur; y calzado y textiles en la zona de Casarano.
En algunos de estos sectores —especialmente textiles, ropa, calzado, vehículos y productos alimenticios— la región ha logrado un grado significativo de competitividad con productores extranjeros. Una gran contribución a la competitividad de la economía de la región brota de la existencia de importantes centros de investigación y desarrollo como Tecnópolis-CSATA cerca de Bari, la Cittadella della ricerca (Centro para la investigación y los nuevos materiales) cerca de Brindisi y los nuevos centros de desarrollo de software, de nuevo cerca de Bari.
La región tiene una buena red de carreteras pero la red de ferrocarril es algo inadecuada, particularmente en el sur. Los 800 km de costa de Apulia está tachonada de puertos, que hace esta región un importante terminal de transporte y turismo a Grecia y el Mediterráneo oriental.

## Cultura

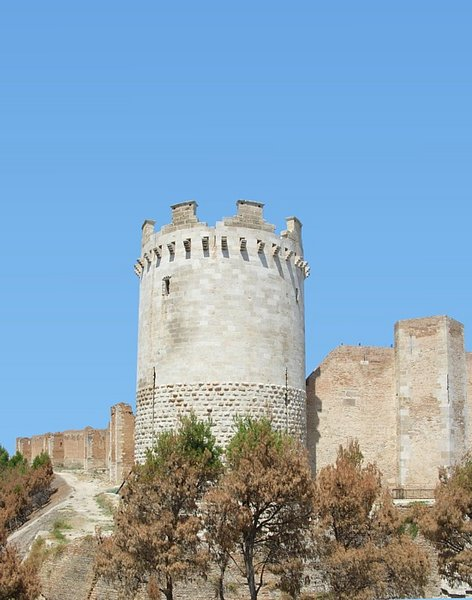
Restos del castillo de Lucera.

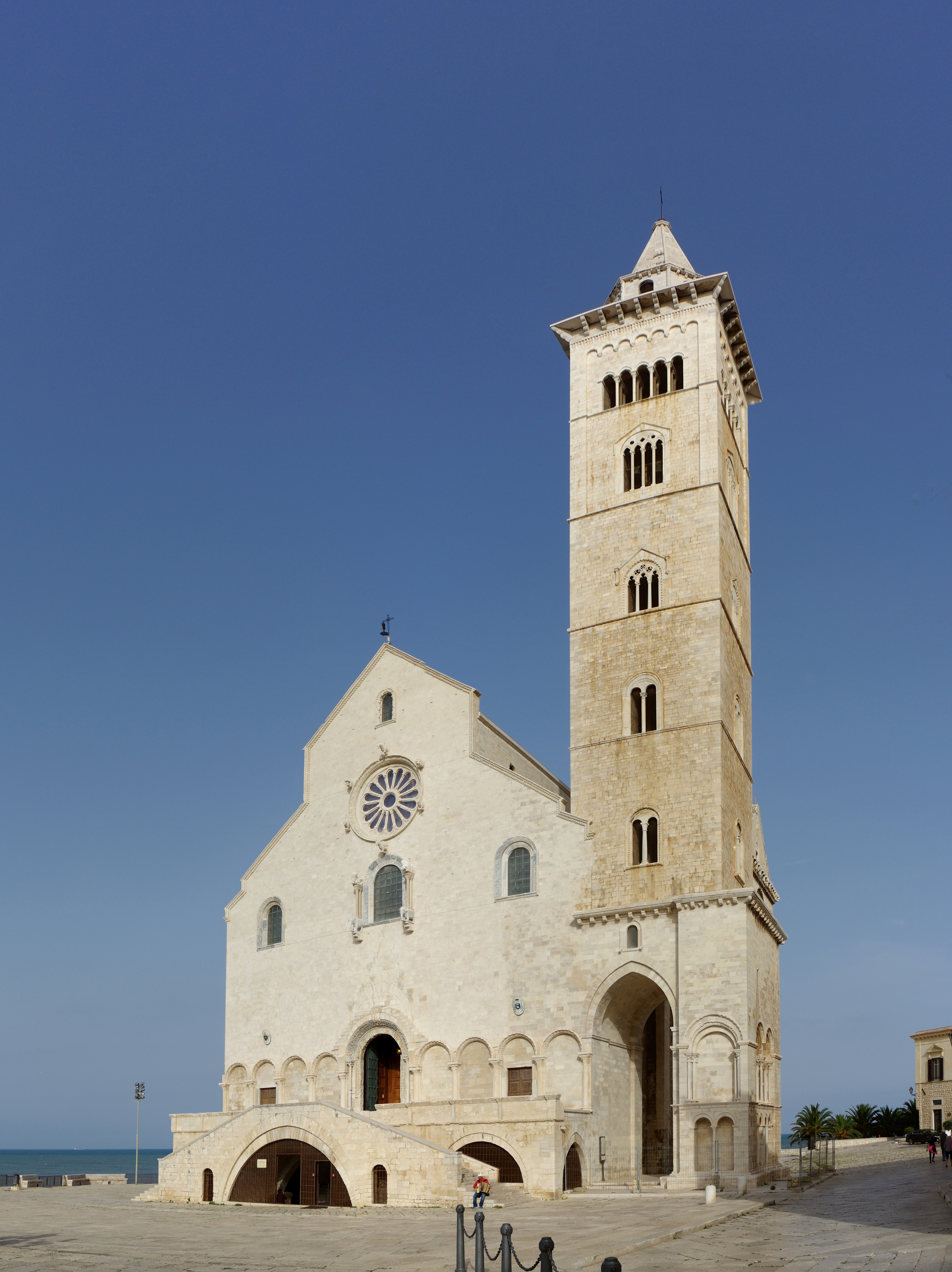
Plaza de la catedral en Trani.

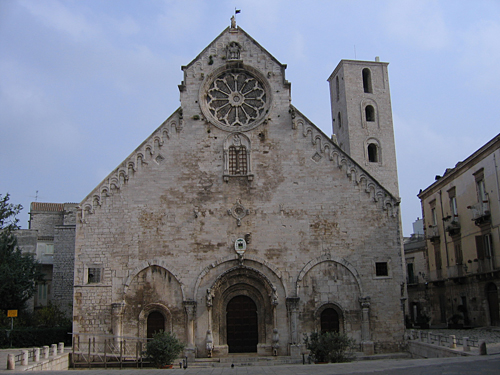
Fachada de la catedral de Ruvo di Puglia.

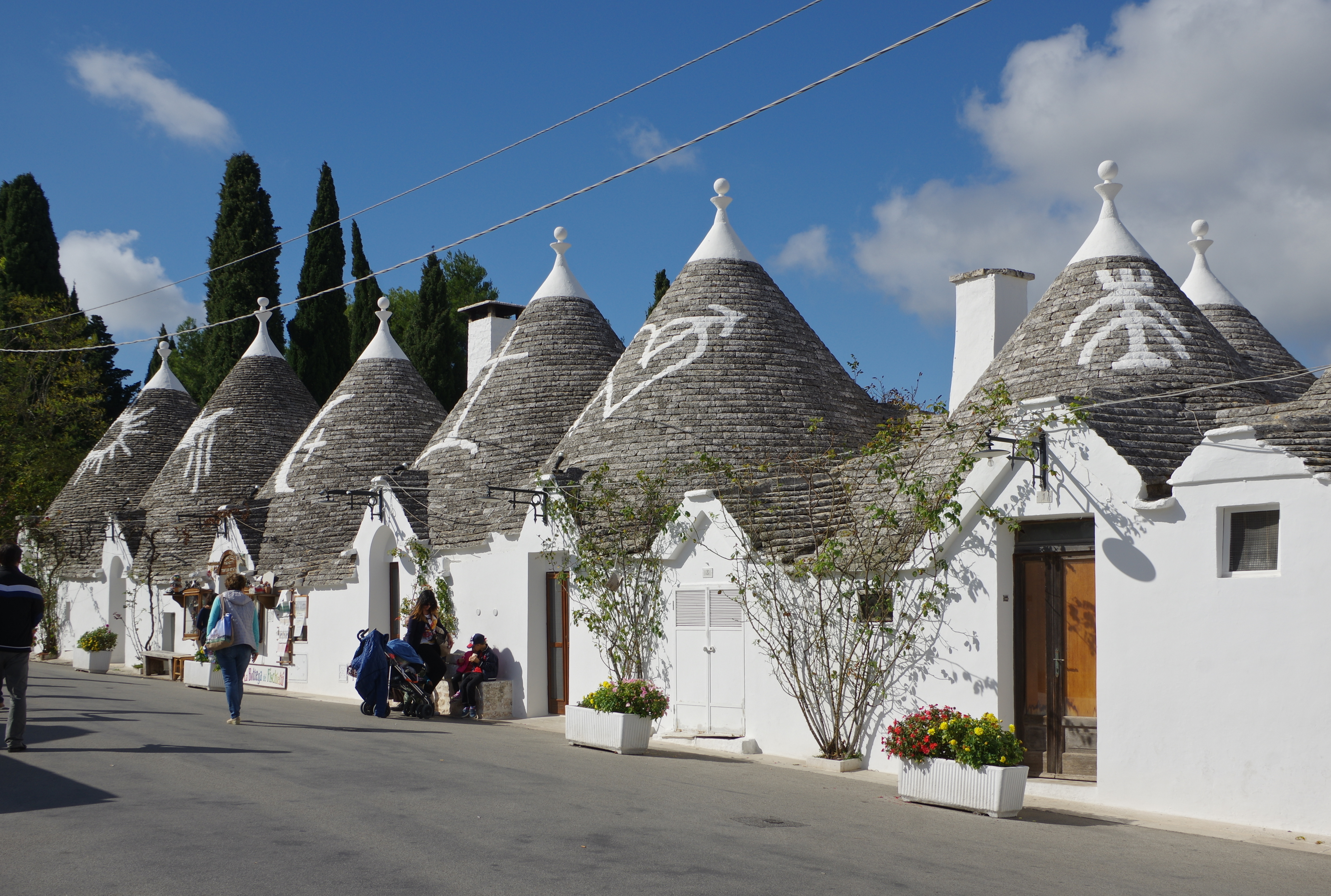
Los típicos trulli de Alberobello.

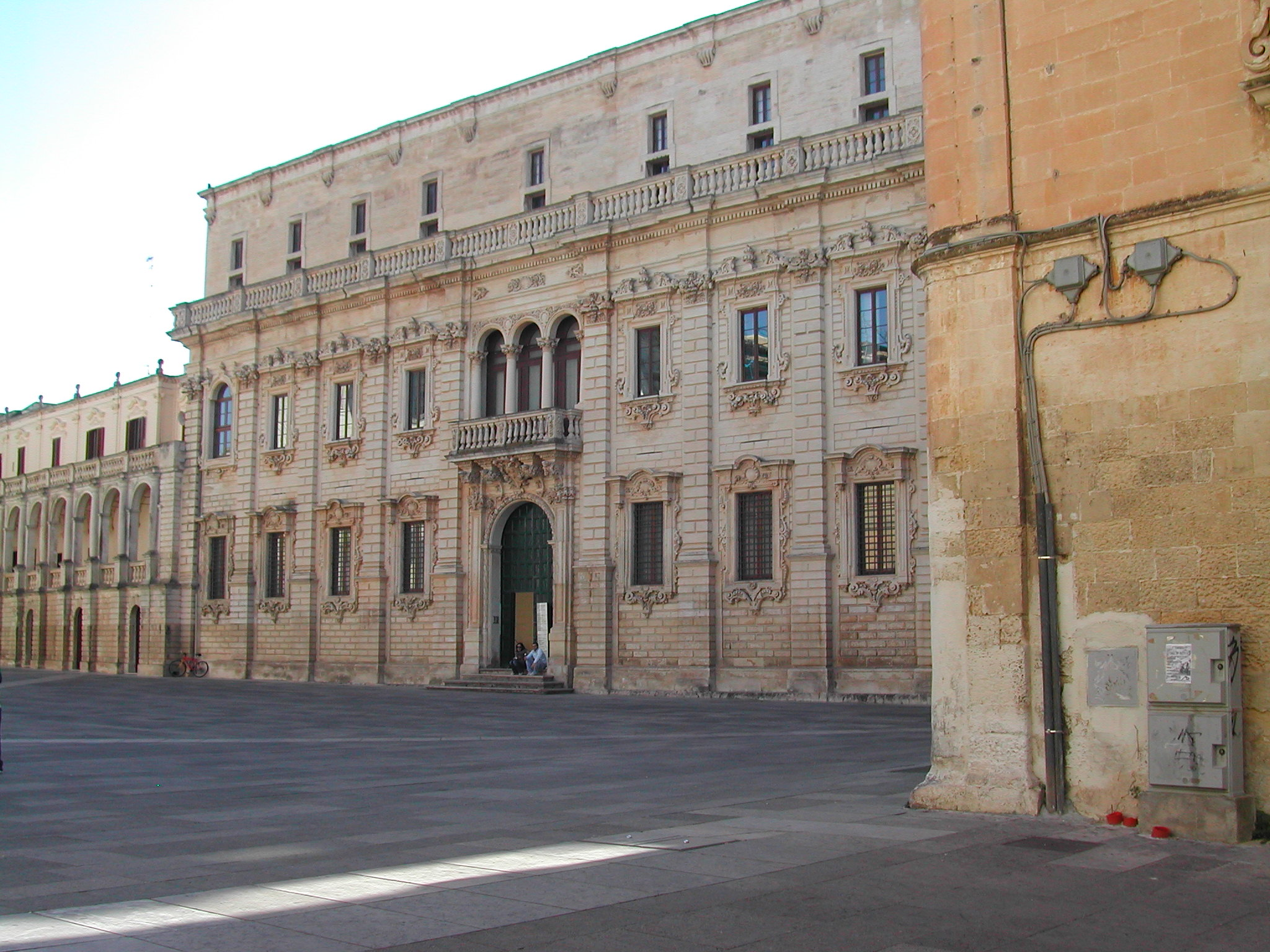
Palacio Episcopal de Lecce.

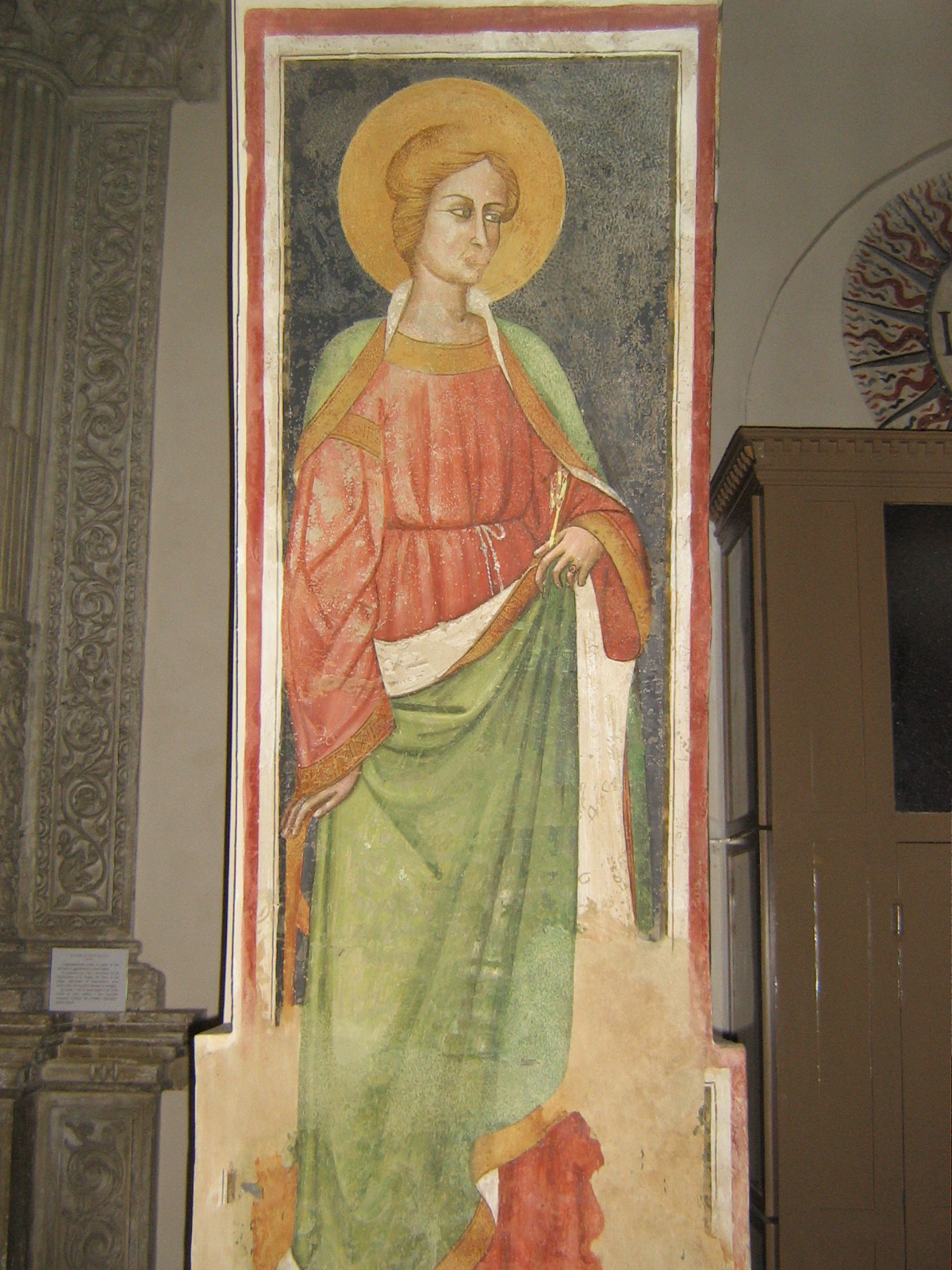
Fresco de la iglesia de Santa Catalina en Galatina.

### Idioma
El idioma mesapio, que se hablaba anteriormente en la región, quedó extinguido totalmente en el siglo I a. C. debido a la romanización de la zona que tuvo lugar después de la conquista definitiva de la región por los romanos entre los siglos IV a. C. y III a. C. (véanse guerras samnitas y guerras pírricas).
El idioma oficial en Apulia, como en el resto de Italia, es el italiano. Sin embargo, como consecuencia de su larga y variada historia, existen algunas minorías lingüísticas no italorromances en la región. Además del italiano, los idiomas italorromances más comunes en Apulia son el idioma napolitano, hablado en las secciones septentrional y central de la  región: por ejemplo, el dialecto de Bari, que se habla en la provincia de Bari, el dialecto foggiano en la provincia de Foggia y el dialecto tarantino en la parte occidental de la provincia de Tarento; mientras, en la parte meridional de la región, se hablan dialectos del idioma siciliano, conocidos, en conjunto, como salentino.
Hasta 1900, una reducida parte  de la población de la península Salentina, hablaba una variedad arcaica de griego antiguo (llamado "griko"), pero la mayor alfabetización, a partir de los años 1920, hizo que en 1977 el número de estos bajara aún más, concentrándose los grecoparlantes exclusivamente entre algunos habitantes de la llamada Grecia Salentina. Por lo tanto, el griko es hablado en la actualidad solo por un muy reducido número de personas en la parte meridional de Salento. Un dialecto del idioma franco-provenzal, llamado faetar, se habla en dos pueblos aislados en la provincia de Foggia. En otro par de pueblos es hablado el dialecto arbëreshë del albanés, hablado por una muy pequeña comunidad desde que una ola de refugiados albaneses se asentaron allí en el siglo XV.

### Arte

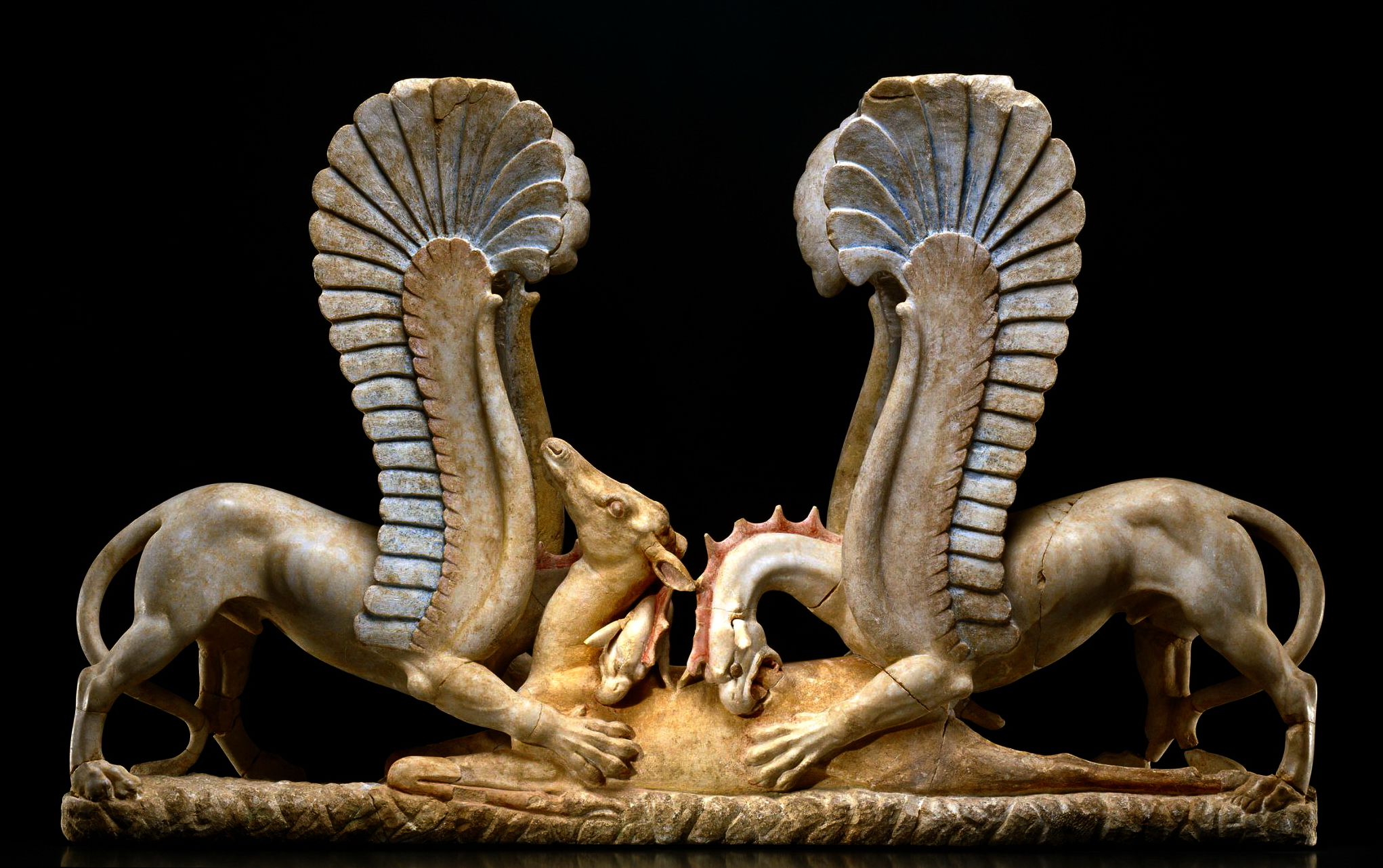
Escultura de una pareja de grifos que devoran una cierva, hallada en Ascoli Satriano, en provincia de Foggia, y considerada una obra única en su género.

Desde la Antigüedad, debido a su posición, Apulia ha recibido fuertes influjos desde el Oriente; en particular, desde Grecia, hasta el punto de que el idioma griego antiguo, junto al latín, fue  el común de la región durante la época romana y en buena parte de la Alta Edad Media. La característica arquitectura apuliana de los siglos XI-XIII refleja las influencias bizantinas, árabes, normandas y pisanas. Las universidades se encuentran en Bari, Lecce y Foggia, con ramas en Tarento y Brindisi.
Desde un punto de vista urbanístico, Apulia se caracteriza, respecto al resto de Italia, por la presencia de un número reducido de comunas pero de dimensiones demográficas y territoriales medio-grandes o grandes, salvo en el Salento.
Los municipios de Apulia han mantenido su estructura medieval inalterada hasta el siglo XIX cuando, los burgos, todavía encerrados en sus muros y torres, comenzaron a expansionarse. Esta situación se verificó por dos tipos de razones: la necesidad de defensa de la ciudad menguó y en la misma época se registró un aumento de población que no podía contenerse dentro de los antiguos burgos. En época moderna, la región ha visto transformarse sus ciudades con algunos ejemplos del período modernista y las construcciones de numerosas estructuras públicas en el período fascista.
Entre los lugares de interés artístico cabe mencionar, en primer lugar, las iglesias rupestres. Son numerosas las grutas cársticas pintadas con motivos religiosos de la época medieval, lugares de culto antiguo excavados en cuevas naturales por los monjes basilianos procedentes de Oriente, cuyos techos y paredes están recubiertos de pinturas en estilo bizantino. Relevante es el ejemplo de la cripta de Santa Cristina, en Carpignano Salentino, que data de 959 y fue pintada por Teofilato. En la parte occidental de la provincia de Tarento hay una notable concentración de iglesias rupestres, principalmente en los términos de Massafra, Mottola, Ginosa y Palagianello.
La posición geográfica de Apulia, tierra natural para embarcarse hacia Tierra Santa, primero por los peregrinos y luego, a partir de 1090, también por los cruzados, determinó la recepción de una gran variedad de influencias culturales que se manifestaron sobre todo en la arquitectura, la escultura y en el mosaico. El románico pullés, que alcanza su máximo esplendor entre el siglo XI y mediados del XIII, fue el antecedente más inmediato del arte que se desarrolló en la corte de Federico II Hohenstaufen en el siglo XIII y que, a través del movimiento de artistas como Nicola Pisano de Apulia, llevó a la renovación artística iniciada en Toscana y de ahí a toda Italia.
En la arquitectura religiosa, las iglesias pullesas recibieron características lombardas, pisanas, borgoñonas y orientales, reelaboradas según un esquema peculiar. Uno de los edificios más representativos es la basílica de San Nicolás en Bari, comenzada en el año 1087 y que se acabó hacia finales del siglo XII. La concatedral de Bitonto, de finales del siglo XII, es considerada como una de las expresiones más completas del románico pullés. La catedral de Trani, definida como la reina de las catedrales pullesas, única por su posición sobre el mar, presenta una fachada armoniosa y subrayada por la presencia del alto campanario (59 m) que se apoya sonre un arco.
En Lecce puede verse sobre todo arquitectura barroca, pues este estilo se difundió por toda la provincia salentina, usando una piedra local de excelente calidad, la pietra leccese, una caliza blanda y compacta de tonos cálidos y dorados. El barocco del Salento se reconoce por sus decoraciones que caracterizan los revestimientos de los edificios. En un primer momnento, tal estilo interesó solo a los edificios sacros y nobles, pero posteriormente, la exuberancia barroca, los motivos floridos, las figuras, los animales mitológicos, los adornos y los blasones triunfaron también en la arquitectura privada.

### Gastronomía
Se encuentran en Apulia todas las verduras de estación, desde la Brassica rapa al repollo verde, al cardo, a los pimientos, a las berenjenas, a las alcachofas, todas las legumbres, desde las alubias a las lentejas, las almortas, las habas, o la cebolla roja de Acquaviva delle Fonti, además de todos los productos del mar, en particular del Adriático. En las estaciones cálidas, la primavera y el verano, se da preferencia a los platos de verduras y de pescado mientras que en las otras predominan los platos de legumbres, la pasta casera condimentada con diversas salsas o combinada con verduras y pescado.
El plato más típico son la "Orecchiette al ragù di carne", receta muy difundida en todos los recetarios. Ciudad símbolo de la variada cultura gastronómica pullesa es Ceglie Messapica, que con sus diversos restaurantes y la escuela internacional de gastronomía, se propone como la capital gastronómica pullesa.
Los productos pulleses con denominación de origen (DOP) incluyen:
- Los cítricos naranja del Gargano, limón femenino del Gargano y clementinas del golfo de Tarento
- La Bella de la Daunia (llamada también Bella de Cerignola)
- El aceite de oliva en las denominaciones Dauno, Terra di Bari, Collina di Brindisi, Terre Tarentine y Terra d'Otranto
- El pan de Altamura
- El caciocavallo silano y el canestrato pugliese

Numerosos son también los vinos pulleses con denominación de origen (DOC, DOCG e IGT), cultivándose la vid especialmente en el suelo calcáreo de las Murge. La uva más extendida es la negroamaro, base de las denominaciones Alezio, Brindisi, Leverano y Saleci Salentino. Además, se cultivan otras variedades de uva, como la primitivo o la uva aglinico. La tinta uva di Troia se usa en la DOC Castel del Monte, Rosso Barletta y Rosso Canosa. Otras denominaciones de origen son: el Locorotondo, el Martina Franca y el Lizzano.

### Música
De las tradiciones musicales pullesas destaca la tarantela, llamada también còrea, una danza popular de la Italia meridional, de tiempo veloz, con compás de 6/8 y por lo general, en tono menor; así como todos los fenómenos musicales relacionados con el tarantismo, entre los que destaca el baile de la pizzica. En Carpino, pequeño centro del Gargano, se mantiene una tradición muy activa. La música de Apulia, influida por la cultura árabe y de la antigua Grecia, es acompañada por la voz, con guitarra, castañuelas y, sobre todo, tambor.

### Deporte
Tres equipos de fútbol de Apulia han jugado en Serie A: Bari, Lecce y Foggia.
La región cuenta con equipos profesionales de otros deportes, tales como New Basket Brindisi, un equipo de baloncesto.